# Marcus Rediker
Marcus Rediker   (Owensboro, 14 d'octubre de 1951) és un historiador, professor universitari i activista estatunidenc a favor de la pau i la justícia social. Es va graduar amb una llicenciatura a la Virginia Commonwealth University el 1976 i va assistir a la Universitat de Pennsilvània per a estudis de postgrau, obtenint un màster i un doctorat en Història. Va impartir classes a la Universitat de Georgetown de 1982 a 1994, va viure un any a Moscou (1985) i actualment és professor d'Història de l'Atlàntic a la Universitat de Pittsburgh.

## Pensament
Rediker ha escrit diversos llibres sobre història social, laboral i marítima de l'Atlàntic des de la crítica marxista del capitalisme, en temes relacionats amb el comerç atlàntic d'esclaus i les revoltes d'esclaus, tot posant èmfasi en la consciència de classe i la cooperació humana. A la introducció a Between the Devil and the Deep Blue Sea explica:
| « | La meva intenció principal ha estat estudiar l'activitat col·lectiva dels treballadors marítims. Per això he dedicat una atenció especial als esforços que fan els treballadors del mar per alliberar-se de les dures condicions i l'explotació. Els mariners van idear diverses tàctiques de resistència i formes d'autoorganització. No cal dir que aquestes tàctiques i innovacions poques vegades s'han estudiat a la historiografia marítima més antiga. | » |

L'enfocament de Rediker pot produir descobriments i perspectives sorprenents, com l'igualitarisme d'algunes tripulacions de pirates: «els pirates van utilitzar el sistema d'accions precapitalista per repartir el seu botí», argumenta a Villains of All Nations:
| « | Amb l'expropiació d'un vaixell mercant (després d'un motí o una captura), els pirates s'apoderaven dels mitjans de producció marítima i el declaraven com a propietat comuna dels qui feien la seva feina. Van abolir la relació salarial central en el procés d'acumulació capitalista. Així que, en lloc de treballar per salaris utilitzant les eines i la màquina (el vaixell) propietat d'un mercader capitalista, els pirates van comandar el vaixell com a propietat pròpia i compartien per igual els riscos de la seva aventura comuna. | » |

## Obra publicada
- Between the Devil and the Deep Blue Sea: Merchant Seamen, Pirates, and the Anglo-American Maritime World, 1700–1750 (1987)
- Who Built America? Working People and the Nation’s Economy, Politics, Culture, and Society, Volume 1 (1989)
- amb Peter Linebaugh: The Many-Headed Hydra: Sailors, Slaves, Commoners, and the Hidden History of the Revolutionary Atlantic (2000)[8]
- Villains of All Nations: Atlantic Pirates in the Golden Age (2004)
- editor amb Emma Christopher i Cassandra Pybus: Many Middle Passages: Forced Migration and the Making of the Modern World (2007)
- The Slave Ship: A Human History (2007)
- The Amistad Rebellion: An Atlantic Odyssey of Slavery and Freedom (2012)
- The Fearless Benjamin Lay: The Quaker Dwarf Who Became the First Revolutionary Abolitionist (2017)
- Prophet Against Slavery (2022)